# 加茂神社 (さいたま市)
加茂神社（かもじんじゃ）は、埼玉県さいたま市北区の神社。

## 歴史
創建年代は不明である。ただ当地の地名「宮原町」の「宮」の由来であり、山城国一宮の賀茂別雷神社の分霊を勧請したものという。同市同区の吉祥院が別当寺であった。
1873年（明治6年）、近代社格制度に基づく「村社」に列せられ、明治末期の神社合祀により、周辺の神社が合祀された。1919年（大正8年）に拝殿が焼失している。

## 交通アクセス
- 宮原駅より徒歩8分。